# 裸背山鱂
裸背山鱂為輻鰭魚綱鯉齒目鯉齒亞目鯉齒鱂科的其中一種，分布於南美洲祕魯亞馬遜河上游流域，體長可達8公分，棲息在中底層水域，生活習性不明。

## 擴展閱讀
維基物種上的相關：裸背山鱂